# Medeolaria farlowii
Medeolaria ist die einzige, monotypische Gattung der Medeolariaceae, die wiederum die einzige Familie der Ordnung der Medeolariales innerhalb der Schlauchpilze (Ascomycota) sind. Sie beinhaltet nur die Art Medeolaria farlowii.

## Merkmale
Medeolaria farlowii bildet keine eigenen Fruchtkörper, es wird nur eine schwache Fruchtschicht auf dem Wirtsgewebe gebildet mit den Schläuchen (Asci) und Paraphysen. Die Spitze der Schläuche ist inamyloid, die Paraphysen sind spindelförmig angeschwollen. Die Sporen sind groß, spindel- bis schiffchenförmig mit einer dunkleren äußeren, gestreiften Wandschicht

## Lebensweise und Verbreitung
Medeolaria farlowii lebt parasitisch auf der Indianer-Schlangenwurzel (Medeola virginiana). Trotz deren großen Verbreitung kommt sie nur an wenigen Stellen vor. Fundorte sind zum Beispiel Chocorua (New Hampshire), Newfield (Maine), Magnolia (Massachusetts), am Mount Wachusett und Gerrish Island in Kittery (Maine).

## Systematik und Taxonomie
Die Gattung Medeolaria mit der einzigen Art Medeolaria farlowii wurde 1922 von Roland Thaxter nach ersten Bemerkungen von William Gilson Farlow erstbeschrieben. Erst 1982 stellte Richard Paul Korf die Gattung in die neu beschriebene Familie Medeolariaceae und Ordnung Medeolariales, aber mit noch ungenauer Stellung. 2010 wurde die monotypische Ordnung in die Klasse Leotiomycetes gestellt. Allerdings stellten Johnston und Mitarbeiter die Eigenständigkeit der Ordnung 2019 in Frage, da die Helotiales ansonsten paraphyletisch wären. Ekanayka und Mitarbeiter stellten daher die Familien Ascocorticiaceae, Ascodichaenaceae, Dermateaceae und die Medeolariaceae in die Ordnung. Trotzdem werden diese Familien außer letztere alle zu den Helotiales gestellt und die Ordnung Medeolariales wird zurzeit (2023) noch von Index Fungorum und Wijayawardene und Mitarbeiter als monotypisch anerkannt.